# Берегове
Бéрегове (угор. Beregszász, словац. Berehovo, нім. Bergsaß) — місто на заході України, в Закарпатській області. Центр Берегівської міської громади та Берегівського району.

## Географія
Берегове розташоване в межах Закарпатської низовини біля підніжжя острівних вулканічних гір, при західних відрогах Берегівського низькогір'я, над річкою Верке[джерело?], у долині річки Тиса, за 70 км на південний схід від Ужгорода, близько 5 км від перетину кордону з Угорщиною Лужанка-Берегшурань. Берегове славиться своїми виноробськими традиціями. В околицях міста розвідані термальні й мінеральні води, що сприяють одужанню серцево-судинної системи та лікують хвороби шкіри.
Площа міста — 30,2 км². Містом проходить низка важливих автошляхів, серед них E58 та E81.

### Клімат
Берегове має морський клімат (Кеппен: Cfb) з невеликими добовими та річними амплітудами температури повітря, високою відносною вологістю, прохолодним літом та м'якою зимою.
Середньорічна температура становить +9,8 °C. Найпрохолодніший місяць січень, зі середньою температурою -2,4 °С, найтепліший місяць липень, з середньою температурою +20.1 °C.
Опадів більше випадає у червні, у середньому 86 мм, найменше у лютому — 38 мм опадів. У рік випадає близько 666 мм опадів.
| Клімат Берегового       | Клімат Берегового | Клімат Берегового | Клімат Берегового | Клімат Берегового | Клімат Берегового | Клімат Берегового | Клімат Берегового | Клімат Берегового | Клімат Берегового | Клімат Берегового | Клімат Берегового | Клімат Берегового | Клімат Берегового |
| Показник                | Січ.              | Лют.              | Бер.              | Квіт.             | Трав.             | Черв.             | Лип.              | Серп.             | Вер.              | Жовт.             | Лист.             | Груд.             | Рік               |
| Середній максимум, °C   | 0,9               | 3,4               | 9,4               | 16,2              | 21,4              | 24,2              | 26                | 25,6              | 21,5              | 15,7              | 8,3               | 3,1               | 14,6              |
| Середня температура, °C | −2,4              | −0,2              | 4,7               | 10,7              | 15,6              | 18,5              | 20,1              | 19,7              | 15,8              | 10,4              | 4,9               | 0,3               | 9,8               |
| Середній мінімум, °C    | −5,7              | −3,7              | 0,1               | 5,2               | 9,8               | 12,9              | 14,3              | 13,8              | 10,2              | 5,2               | 1,5               | −2,4              | 5,1               |
| Норма опадів, мм        | 45                | 38                | 39                | 46                | 69                | 86                | 74                | 68                | 48                | 44                | 51                | 58                | 666               |
| ----------------------- | ----------------- | ----------------- | ----------------- | ----------------- | ----------------- | ----------------- | ----------------- | ----------------- | ----------------- | ----------------- | ----------------- | ----------------- | ----------------- |
| Джерело:                |                   |                   |                   |                   |                   |                   |                   |                   |                   |                   |                   |                   |                   |

## Історія
На території міста виявлено залишки пізньопалеолітичної стоянки (понад 12 тис. років тому), поселення епохи неоліту (4–5 тисячоліття до н. е.), доби пізньої бронзи (кінець 2 тисячоліття до н. е.), часу Великого переселення народів, а також поселення слов'ян X—XI століть.
Місто засноване в 1063 році угорським принцом Лампертом, молодшим сином угорського короля Бели I, який побудував тут свій палац. Наприкінці XI століття місто називалося Лампертхаза (Lamperthaza), пізніше Лампертсас. Інколи заснування міста датують 1247 роком.

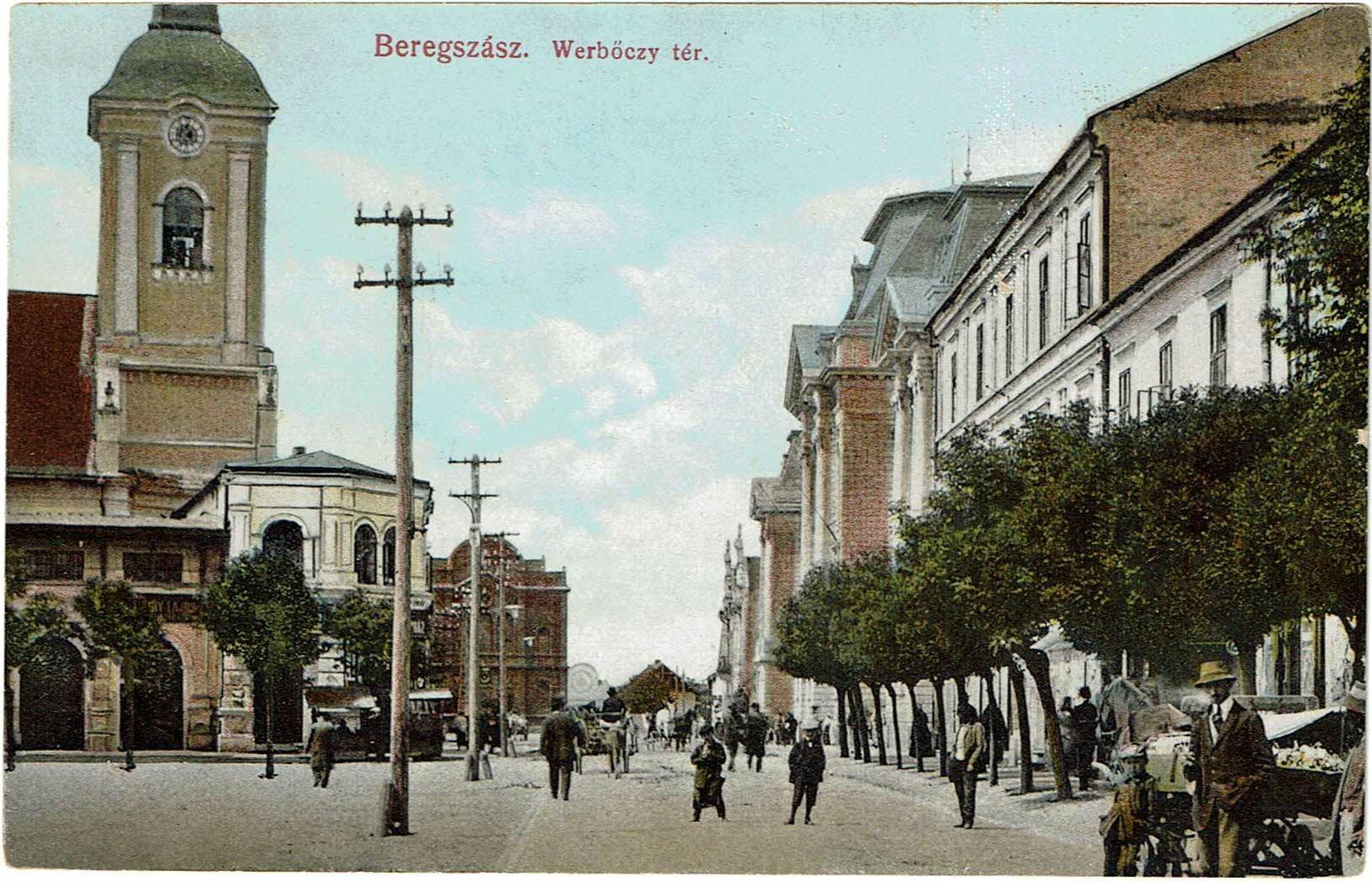
Середмістя Берегового, 1915 рік

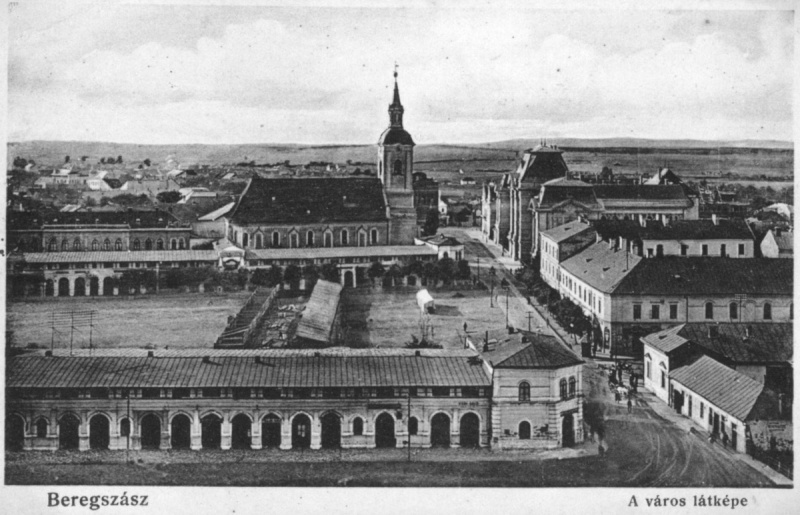
Берегове у 1939 році

1241 року місто було сильно зруйноване військами хана Батия, що змусило угорського короля Белу IV переселити сюди нових поселенців і надати їм низку привілеїв. 1247 року для відбудови міста й заселення території король Бела IV запросив німецьких переселенців із Саксонії. На честь «сасів» (саксонців) місто почало називатися Лампертсас. Мешканці міста отримали право вільного пересування, користування лісом, від 1247 року — право вільної торгівлі.
З 1271 року місто стало центром комітату Береґ.
У XIII—XIV століттях місто стало значним торговим центром із правом проведення ярмарків. 1342 року отримало статус королівського міста, за іншими даними — того року місто отримало Магдебурзьке право. Від середини XV століття набуває розвитку ремісництво.
1396 року угорський король Жігмонд подарував Березький комітат з центром у Лампертсасі подільському князеві Федору Корятовичу.
З XIV—XV століть відомий історичний герб Берегового: на блакитному тлі — золотий лев, над яким — півмісяць та шестикутна зірка (у XIX столітті лев у гербі виступав без побічних фігур). Зображення лева, імовірно, пов'язане з перебуванням міста під владою галицького князя Лева Даниловича у другій половині XIII століття.
У грамоті 1499 року вперше згадується назва Берегсас (Beregszász).
1566 року місто зруйнували татари, 17 червня 1657 його спалили польські війська під проводом князя Любомирського (помста місцевому князю Дьєрдю (Юрію) II Ракоці, союзнику Богдана Хмельницького), 1686 року — війська Габсбургів.
Наприкінці XVII століття місто входить до складу Австрії. Мешканці міста брали участь в угорському повстанні 1703—1711 років під проводом князя Ференца II Ракоці проти Габсбургів. 22 травня 1703 року на торговій площі Берегового Томаш Есе оголосив повстання проти Габсбургів. Після придушення повстання Карл VI Габсбург забрав місто разом із маєтками в роду Ракоці та передав його (1728) роду Шенборнів (нім. Schönborn).
У 1824 році Берегове отримало право проведення ярмарків 12 разів на рік. Із скасуванням кріпацтва починався промисловий розвиток міста. З'явилися підприємства, відкривалися банки, ощадна каса, кредитні установи.
27 квітня 1919 року місто окупували чехословацькі та румунські війська. Наприкінці 1919 року за Сен-Жерменським мирним договором ввійшло до складу Чехословаччини.
У часи входження до складу Чехословаччини місто було осередком українського культурного життя на південному Закарпатті. У 1930-ті роки в місті діяла українська гімназія, було розвиненим виноробство та виготовлення керамічних виробів.
Від 4 листопада 1938 року перебувало під владою Угорщини. 26 жовтня 1944 року місто зайняла Червона армія. За договором між СРСР і Чехословаччиною від 29 червня 1945 року Берегове у складі Закарпатської України увійшло до складу УРСР. 1946 року отримало статус міста. У 1946—1953 роках було центром округи, від 1953 року — центр Берегівського району.
17 травня 2001 року Берегове отримало статус міста обласного значення.
29 грудня 2016 року єпископ Ужгородський і Закарпатський Варсонофій в Береговому освятив Свято-Троїцький храм УПЦ КП.

## Присілки
Буча — колишнє село в Україні, в Закарпатській області.
Об'єднане з містом Береговим рішенням облвиконкому Закарпатської області № 501 від 25.09.1957
Буча фігурувала на давніх картах і в старовинних документах під такими назвами, як Bucsu, Bulcsu, Nagybucsu. Перші документальні згадки про село датуються 1321 роком, тоді це було два окремі поселення — Булчу та Нодьбулчу. У виданому кілька років тому «Географічному словнику Угорщини. Опис населених пунктів Закарпаття середини ХІХ ст.» (витяг з великої роботи угорського статистика Елека Фийнеша, який в 1851 році опублікував збірку з коротким описом всіх міст та сіл тодішньої Угорщини) Бучі приділено кілька рядків: «угорсько-словацьке село в комітаті Берег. Найближча пошта за ? години в Берегові. Жителі: 68 римо-католиків, 15 греко-католиків, 157 реформатів, 4 євреї. Є реформатська церква. Землі села рівнинні й родючі. Землевласники: Погань, Койді та ін.»
Буча й сьогодні залишається цікавим в історико-архітектурному аспекті місцем. У «склад Бучі» входить кілька міських вулиць, в тому числі й власне вулиця Буча. Почати екскурсію краще з оглядин акуратного та доглянутого двоповерхового будинку по вулиці Хмельницького (це історична околиця тодішнього села), в якому корінні берегівчани ще впізнають колишній наркодиспансер, про який колись і казали — «лікуватися на Бучі» (в сенсі, примусово, від важкого алкоголізму). Через те, що пацієнтами там були люди, котрі допилися до серйозних розладів психіки, будівлю прозвали «дурним будинком» або «палацом божевільних», а згодом ласа до страшних історій людська фантазія ще й поселила туди привид. Втім, щодо палацу, то це не перебільшення. Споруду звели на території колишнього маєтку князів Ракоці, який, як і більшість земель сучасного Закарпаття, після поразки національно-визвольної боротьби угорців проти Габсбургів (1703—1711 рр.), був переданий у володіння графа Шенборна. У другій половині XVIII століття ним була зведена садиба для управителя маєтком у селі Буча. Його основою стала винокурня (тобто, палинчарня). Через багато років практично на цьому ж місці розташували Берегівський консервний завод. Після входження Закарпаття до складу УРСР у колишній садибі розмістили вищезгаданий психіатрично-наркологічний диспансер із недоброю славою. Наприкінці 90-х заклад виселився із будинку, який на той час сильно занепав. Комплекс споруд передали Управлінню Закарпатської реформатської церкви (УЗРЦ), яка залучила до відновлювальних робіт кошти з Угорщини. В одній з будівель розмістився невеличкий Будинок пристарілих, а в центральній — архів та музей УЗРЦ. Після якісного ремонту в колишній садибі почалося нове життя. Навіть зазнавши численних перебудов, вона зберегла основні риси типового невеликого угорського палацу, зокрема, два аркові входи, товсті стіни та хрещаті зводи під стелями.
В розпорядженні архіву є неоціненні для дослідників історії документи — церковні записи, метрики, документи, найстаріші з яких датовані XVII століттям. В експонатах музею фотовиставка зі 109 реформатськими храмами Закарпаття (які заплановано представити ще й у вигляді дерев'яних моделей у дворі садиби), а також дзвони, старовинні церковні піаніно, чимала колекція ритуального посуду та рушників для обрядів, старовинні книги, елементи церковного оздоблення та предмети селянського побуту ХІХ та першої половини XX століть. На жаль, на даний час музей для відвідувачів не відкривають. Поруч з палацом, на місці висохлого рибника, угорські меценати планують збудувати християнський медичний центр.
Від палацу-музею, минувши консервний завод, звертаємо у бокову вулицю і беремо курс на церкви. Три невеликих і доволі старих храми — є серцем Бучі. Один храм — реформатський, збудований на початку ХІХ ст. Другий храм є римо-католицьким, дата побудови — 1900 рік, ще один належить греко-католицькій громаді. Поруч зведений меморіальний пам'ятник на честь місцевих мешканців, що загинули під час сталінської репресивної депортації угорських чоловіків наприкінці 1944 — початку 1945 років.
Цікаво: легенда про дерев'яний храм, що начебто стояв на острівці посеред Верке на околиці Бучі, і пішов під землю в одну ніч. Натомість річка-канал Верке тут перекривається шлюзом, відтак, в колишньому селі є гарна заплава, яка була б окрасою району, якби багатостраждала водна артерія нарешті була очищена.
Чепівка (Чопівка)
Чепівка — колишнє село в Україні, в Закарпатській області.
Обєднане з містом Берегове  рішенням облвиконкому Закарпатської області № 291 від 16.06.1958
Життя місцевого населення століттями було пов'язане із королівськими лісами, в яких люди працювали і які зобов'язані були охороняти.
Назви села часто мінялися. Так, в першому відомому нам документі, папському  реєстрі 1332 року воно фігурує як Ордов (Ordow), в папері 1347 року — Ордо (Ordo), 1480 року — Заазордо (Zaazardo), 1550 — Ардо (Ardo). Значну частину ХІХ століття село зветься Берегсасвейг (Beregszaszveg). В 1851-му році у видатній статистичній праці Елека Фейнеша «Географічний словник Угорщини» Берегсасвейгу присвячено кілька рядків: «Угорське село в комітаті Берег на віддалі 1\4 години від Берегсасу. Жителі: 1157 римо-католиків, 386 реформатів, 23 євреї. Є католицька каплиця, реформатська матірна церква. Землі села схожі на берегсаські, тобто родючі. Землевласники: барон Перені, граф Баркоці та декілька інших»
Втім, у 1887 році село вже фігурує в документах як Вейгардо (Vegardo), а з 1913 року — Берегардо (Beregardo). Давня історія села, яка почалася з маєтку угорської королеви Ержибет, згодом не одне століття була тісно пов'язана з родиною Перені. Найбільший слід залишив угорський національний герой Жигмонд Перені (1783—1849 рр.), котрий народився тут у родовій садибі. Наше видання неодноразово зверталося до теми плачевного стану цієї історичної будівлі XVIII століття.
В іншій частині колишнього села, на схилі однойменної  гори Ардо є ще й зовсім невеличкий, але стильний та вишуканий мисливський палац Перені  (котрий, скоріш за все, належав онуку та тезці славетного барона, Жігмонду Перені (1870—1946 рр.)).
На цьому видатні пам'ятки Берегардо не закінчуються. Головну з них — білий реформатський храм — видно й з дороги на Мукачево, але, щоб краще його роздивитись, треба звернути з головної вулиці на бокову Петефі й трохи проїхати. Тут стоїть збудована в готичному стилі церква XIV століття, яка в епоху реформації стала реформатським храмом. Зазнала реконструкції в 1779 році, 1924-го  була перебудована її чотириярусна вежа, перший готичний ярус при цьому залишився автентичним. В радянський час, в 1973 році, в церкві влаштували музей атеїзму (автор у дитинстві, в компанії однокласників, навіть побував там), в часи української незалежності храм повернули вірянам.  Під час нещодавньої реставрації фрагмент кам'яної кладки церковної стіни залишили нештукатуреним, для того, аби можна було уявити собі первинний вигляд храму. Церква в Чопівці постановою Кабінету Міністрів України від 27 грудня 2001 р. N 1761 віднесена до Пам'яток архітектури національного значення.
З протилежного боку, при початку підйому на гору Ардо, розкинувся місцевий цвинтар, до речі, значно краще доглянутий, аніж центральне міське кладовище, із нещодавно побудованим ритуальним будинком. Тут чимало старовинних могил і навіть склепів, і головне — старовинна католицька каплиця, побудована в 1776 році на честь святого Імре.
Особливе місце в житті колишнього села має сама гора Ардо, яка є цінним природним об'єктом. На її верхівці рішенням Закарпатського облвиконкому № 1143 від 08.07.2010 р. утворений ботанічний заказник місцевого значення «Ардов», площею 25 га. Цей заказник створений з метою охорони рідкісного для України реліктового виду — липи сріблястої, а також віднесених до Червоної книги України дерева берека, метеликів подалірій та махаон, мідянки. На території заказника визначений цілий перелік інших рідкісних видів комах та плазунів.

## Населення
Постійне населення міста Берегове, станом на 2025 рік, налічує — понад 25 тисяч осіб.
За переписом населення України 2001 року населення в межах підпорядкування Берегівської міськради становило 26 554 особи, зокрема 26 050 міського — в місті Берегові і 504 сільських мешканців Затишного. В етнічному складі населення переважають угорці (48,1 %) та українці (38,9 %).
Станом на 1 січня 2007 року чисельність населення міста Берегове становило 24,985 осіб, тобто 2,1 % від загальної чисельності населення області. Щільність населення на 1 км² — 0,8 тис. осіб. Народжуваність (на 1000 жителів) — 9,6 осіб. Смертність (на 1000 жителів) — 14,5 осіб. Природне скорочення населення — 125 осіб. Середній вік населення міста станом на 1 січня 2007 року склав 35,5 років, із них чоловіків — 34,0 років, жінок — 36,7 років.
Працездатне населення міста становить 50 %.
Динаміка населення міста:

### Етномовний склад

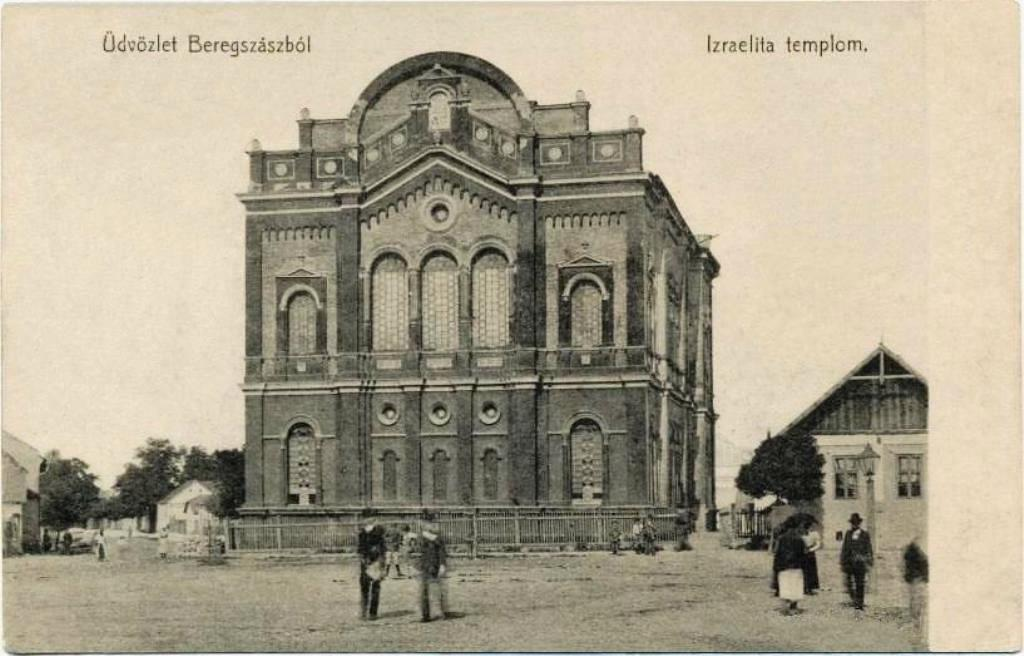
Велика синагога, 1906 рік

У 1910 році в Береговому мешкало 12 933 людей, із них 12 432 угорськомовних (96,1 %), 221 українськомовних (1,7 %), 140 німецькомовних (0,1 %). За релігійним складом населення Берегового у 1910 році поділялося на кальвіністів (33,6 %), юдеїв (30,2 %), 21,2 % римо-католиків та греко-католиків (близько 15 %). До кальвіністів та римо-католиків належали угорці та німці, до юдеїв — євреї, до греко-католиків — українці.
У 1830 році у місті жило 300 євреїв, у 1880 — 1795, у 1921 — 4592, у 1941 — 5865
У 1930 році у Берегові проживало 19 000 осіб, з них 9 190 угорців (48,4 %) та 3 000 українців.
За переписом 1959 р., серед 25 730 жителів Берегового було угорців (разом з циганами) 56 %, українців 26,5 %, росіян 7,8 %, євреїв 3,9 %, поляків і білорусів по 0,4 %

### Національний склад
Національний склад Берегового за результатами переписів населення 1989 та 2001 рр.
| Національність | Населення-2001, тис. осіб | Населення, % | Населення, % | 2001 рік у % до 1989 |
| Національність | Населення-2001, тис. осіб | 2001         | 1989         | 2001 рік у % до 1989 |
| -------------- | ------------------------- | ------------ | ------------ | -------------------- |
| угорці         | 12,8                      | 48,1         | 50,8         | 84,5                 |
| українці       | 10,3                      | 38,9         | 36,2         | 95,8                 |
| цигани         | 1,7                       | 6,4          | 3,2          | 176,4                |
| росіяни        | 1,5                       | 5,4          | 7,5          | 65,1                 |

### Мова
Рідна мова населення Берегового за переписом 2001 року:
| Мова            | Кількість | Відсоток |
| --------------- | --------- | -------- |
| угорська        | 14555     | 55.87%   |
| українська      | 9715      | 37.29%   |
| російська       | 1661      | 6.38%    |
| словацька       | 18        | 0.07%    |
| єврейська       | 13        | 0.05%    |
| вірменська      | 14        | 0.05%    |
| білоруська      | 11        | 0.04%    |
| циганська       | 11        | 0.04%    |
| німецька        | 3         | 0.01%    |
| інші/не вказали | 49        | 0.20%    |
| Усього          | 26050     | 100%     |

| Національність | Частка | Мова   |
| -------------- | ------ | ------ |
| угорці         | 48,1 % | 55,9 % |
| українці       | 38,9 % | 37,3 % |
| цигани         | 6,4 %  | 0,04 % |
| росіяни        | 5,4 %  | 6,4 %  |

## Економіка

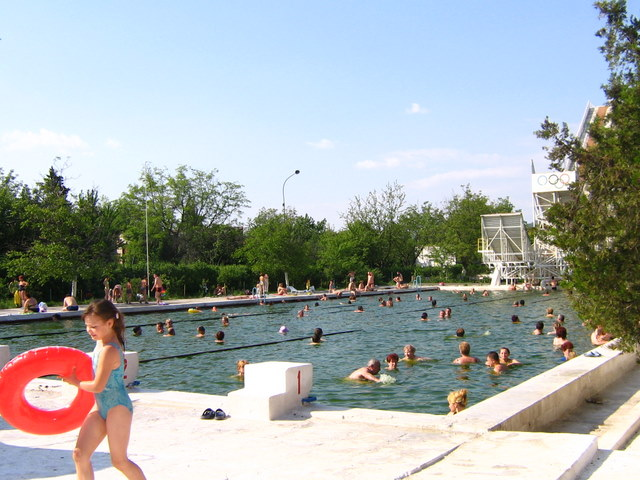
Басейн з термальними водами у Береговому (2009)

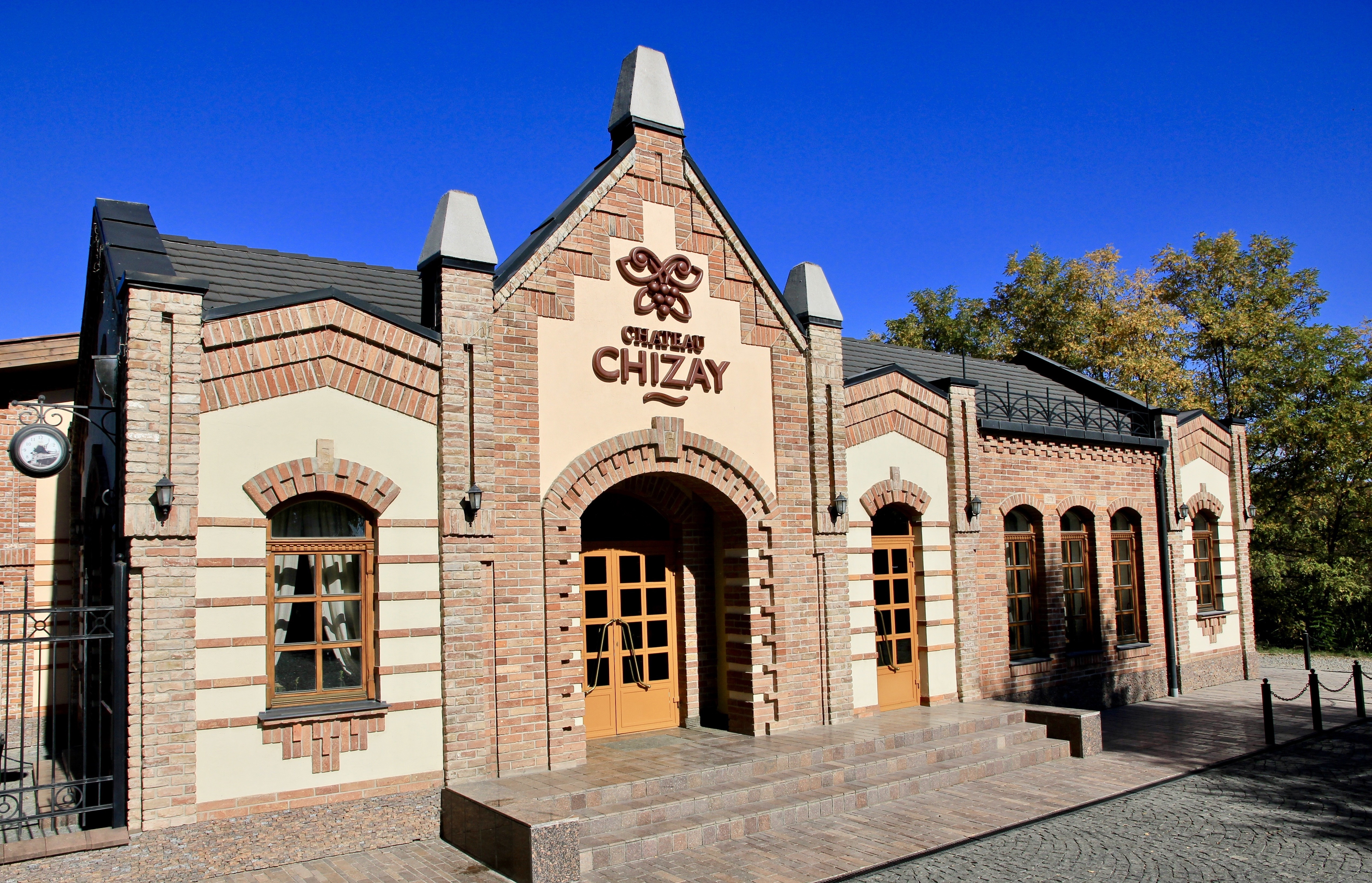
Музей та виноробня Шато Чизай. Берегове — один з центрів виробництва вина на Закарпатті.

Економіка міста представлена такими галузями матеріального виробництва як промисловість, будівництво, транспорт, торгівля і громадське харчування, матеріально-технічне постачання, житлово-комунальне господарство, а також нематеріальною сферою: побутове обслуговування населення, охорона здоров'я, фізкультура, соціальне забезпечення тощо.
У Єдиному Державному реєстрі підприємств міста Берегове станом на 2006 рік налічувалося 770 одиниць, що на 39 одиниць більше 2005 року. Статус юридичних осіб мали 95 % від загальної кількості суб'єктів. Переважну частину становили підприємства приватної власності (62,3 %).
Основу промислового виробництва в місті становить обробна промисловість — 100 %. В обробній промисловості виділяється харчова промисловість — 77 %, деревообробна промисловість — 10 %, машинобудування — 8 %, легка промисловість — 4 % та поліграфія — 1 %:
Обсяг реалізованої продукції харчової промисловості за 2006 рік в чинних цінах становив 231508,3 тис. грн. Частка зайнятого працездатного населення в харчовій промисловості була найбільшою і становила 28,9 % від загальної кількості робітників у промисловості.
Значні підприємства Берегового:
- ТОВ «Нумінатор»
- СП «Айсберг»
- СП «Котнар»
- ЗАТ «Берегів. радіозавод»
- ЗАТ «Укрпроджест — Берегівська швейна ф-ка»
- радгосп-завод «Берегівський»

## Інфраструктура
У місті діє центральна районна лікарня, поліклініка, обласна психіатрична лікарня, декілька готелів. Наявна залізнична станція. Розвинене таксі, автобусне сполучення з Ужгородом та Мукачевом.

## Спорт
У місті діє футбольний клуб, працює дитячо-юнацька спортивна школа, наявний стадіон. Фізкультурно-оздоровча та спортивно-масова робота проводиться в межах Навчально-спортивної бази «Закарпаття», ТОВ «Мустанг» по кінському спорту.

## Освіта
У місті діють 9 загальноосвітніх шкіл, школа-інтернат, медичне училище, ПТУ, музична школа, Закарпатський угорський педагогічний інститут імені Ференца Ракоці II. Працює також професійний ліцей сфери послуг, Берегівський ліцей імені Есе Томаша, угорська гімназія Берегівської районної ради, Берегівський міський будинок дитячої та юнацької творчості, Дитяча юнацька спортивна школа, Берегівська Вечірня (змінна) школа.
Серед закладів загальної середньої освіти — Берегівська українська гімназія, 5 шкіл І-III ступенів — Берегівська ЗОШ № 1, Берегівська ЗОШ № 3 імені Зріні Ілони (з угорською та українською мовами навчання), Берегівська ЗОШ № 4 з угорською мовою навчання імені Лайоша Кошута, Берегівська ЗОШ № 5 з поглибленим вивченням англійської мови імені Тараса Шевченка, Берегівська ЗОШ № 10 з угорською та російською мовами навчання; 3 школи І-II ступенів — Берегівська ЗОШ № 6 з угорською мовою навчання імені Ганни Горват, Берегівська ЗОШ № 7 з угорською мовою навчання, Берегівська ЗОШ № 9 з угорською мовою навчання; 14 закладів дошкільної освіти. У школах навчаються 3440 учнів. Працюють в них 346 вчителів. У закладах дошкільної освіти виховуються 1045 дітей дошкільного віку.

## Культура
У місті діє Український народний театр, районний Центр дозвілля і культури, 2 бібліотеки. Встановлено пам'ятник воїнам, полеглим під час визволення міста.
Місто Берегове має будинок культури, дитячу школу мистецтв імені Золтана Кодая, бібліотеки та краєзнавчий музей «Музей Берегівщини». Берегове є осередком угорської культури на Закарпатті. У 1990-х роках Берегове пропонували як столицю угорського автономного округу. Але й нині місцевий Закарпатський угорський інститут імені Ференца Ракоці ІІ готує найбільшу в Україні кількість бакалаврів з угорської філології.

### Пам'ятки
Пам'ятки Берегового:

Пам'ятник угорському поетові Шандору Петефі у Береговому

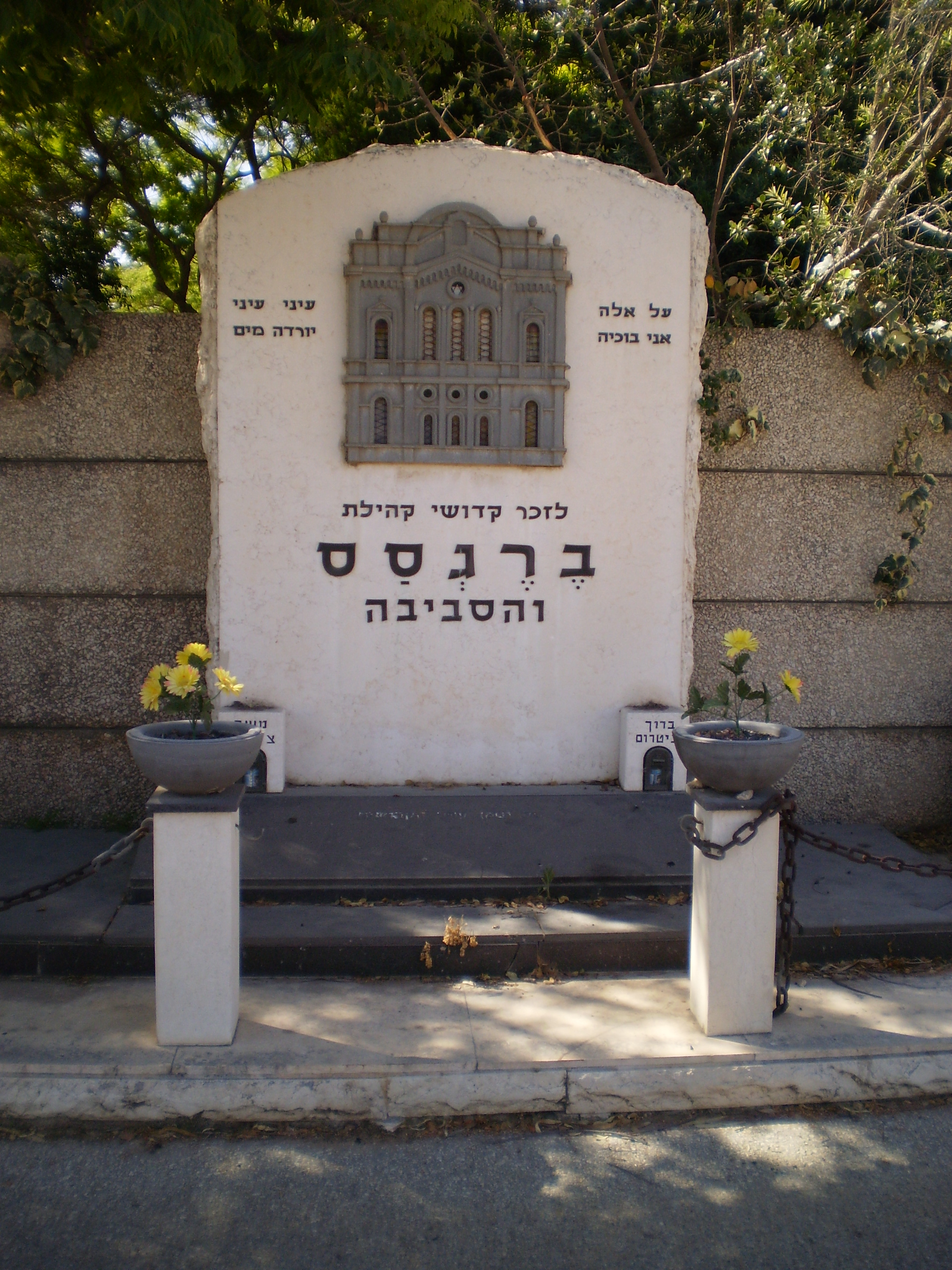
Меморіал жертв Голокосту у Береговому, Холон

- римо-католицький костел Воздвиження Святого Хреста 12 століття, знищений татарами в 1241 році, відбудований 1370-го, відновлений 1846-го.
- Палац родини Бетленів (1629[4]), нині музей Берегівщини.
- Палац комітатського суду (1908–1909 рр., арх. Ференц Яблонський) або Палац Правосуддя, у радянські часи використовувався як казарма, приміщення механічного заводу, нині — Закарпатський угорський інститут імені Ференца Ракоці II
- Костел Воздвиження (реформатська церква XIII — XIV століття в районі Чопівка)
- ботанічна пам'ятка природи місцевого значення Дуб бургундський

Мініскульптури Берегова
П'ята мініскульптура солекопа в рамках туристичного маршруту «Соляний шлях Закарпаття». Розташована в урочищі Чизай.

### Термальні води
У Береговому відомі два оздоровчі комплекси з термальними басейнами.
- Навчально-спортивна база «Закарпаття»[18][19]
- Оздоровчий комплекс «Жайворонок»[19]

## Релігія
У місті діють релігійні громади УПЦ МП (храм Різдва Пресвятої Богородиці), УГКЦ (храм Благовіщення Пресвятої Богородиці, храм Стрітення Господнього), ПЦУ (храм Свято- Троїцький), юдеїв.

## Військо
- 315-й гвардійський мотострілецький полк — розформований у 2003 році[20]

## Відомі люди

### Народилися
- Антоник Каталіна Дюлівна (нар. 1922) — українська майстриня декоративного мистецтва; заслужений майстер народної творчості УРСР;
- Бричак Володимир Володимирович (1977—2017) — солдат Збройних сил України, учасник російсько-української війни.
- Горват Ганна Андріївна (1924—2005) — українська скульпторка.
- Дьозо Віктор Екснер (Exner Győző Victor, 22 грудня 1864, Берегове, сьогодні Україна — 1945, Будапешт) — угорський шахіст єврейського походження, майстер. Також відомий як поет (зазвичай публікувався під ім'ям Regőczy Győző).
- Рабин Гуґо Ґрін (1930–1996) — відомий британський диктор.
- Ліннер Берталон (1877–1969) — лікар-хірург
- Василь Муска (1951) — художник, скульптор, архітектор
- Рейхард Пірошка(Reichard Piroska) (Берегове, сьогодні Україна 1884 — Будапешт, 1943) — поет, перекладач і критик.
- Юлій Ребек (11 квітня 1944) — угорський хімік, який діяв у США
- Ержебет Ошват (Берегове, сьогодні Україна 1913 — Будапешт, 1991) — угорська поетеса і письменник для молоді. Визнана фігура в дитячій літературі.
- Попович Роланд Стефанович (1994—2014) — солдат Збройних сил України, учасник російсько-української війни.
- Сігал Аранка — американська письменниця єврейського походження, що пережила Голокост,
- Тимощук Михайло Петрович (1987—2014) — старший лейтенант Збройних сил України, учасник російсько-української війни.
- Тюріков Олег Олександрович (1991—2014) — молодший сержант Збройних сил України, учасник російсько-української війни.
- Шарі Федак (1879—1955) — угорська співачка та актриса.
- Нандор Фодор (1895—1964) — парапсихолог, психоаналітик, журналіст, дослідник паранормальних явищ
- Мілтон Фрідман — американський економіст, лауреат Нобелівської премії, батьки якого були вихідцями з Берегового.
- Геза Калочаї (1913—2008) — футболіст і тренер. Виступав за національні збірні Чехословаччини і Угорщини
- Товт Шандор Ерниевич (1970–2015) — український військовик.
- Віднянський Аттіла Йосипович (1964) — український театральний режисер.
- Марія Гулачі (1941-2015) — угорська фехтувальниця.
- Іштван Ійдярто (1963) — угорський дипломат.
- Панов Ален (1978) — український дипломат, юрист, професор УжНУ
- Роман Олександр (1972) — колекціонер, встановив рекорд України в номінації « Найбільша колекція сувенірних дзвіночків»
- Олександр Окіпнюк — бронзовий призер Чемпіонату світу з лижного фрістайлу 2023 року.[21]
- Бертолон Ліннер — хірург.

## Галерея

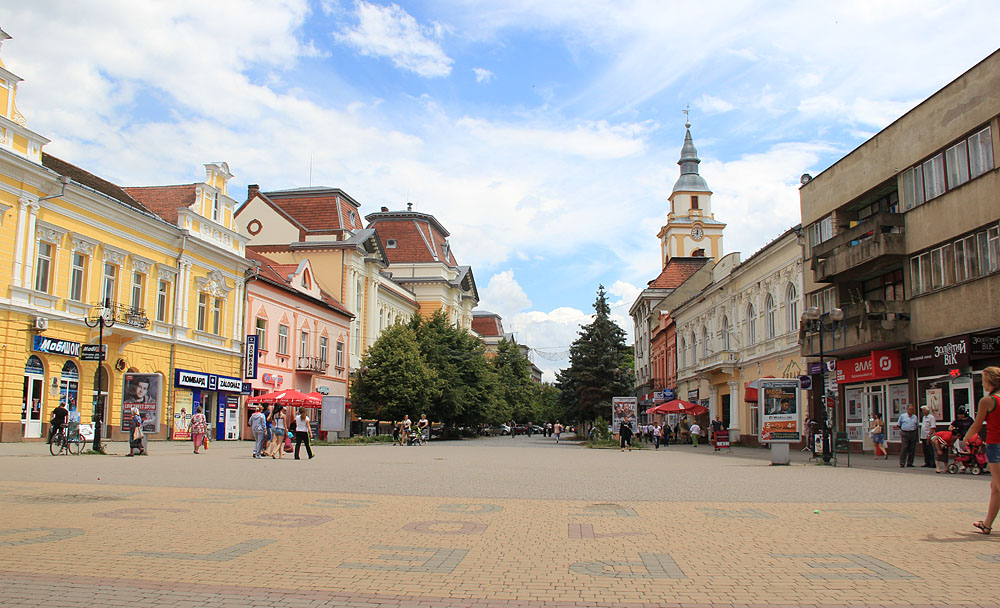
Середмістя Берегового
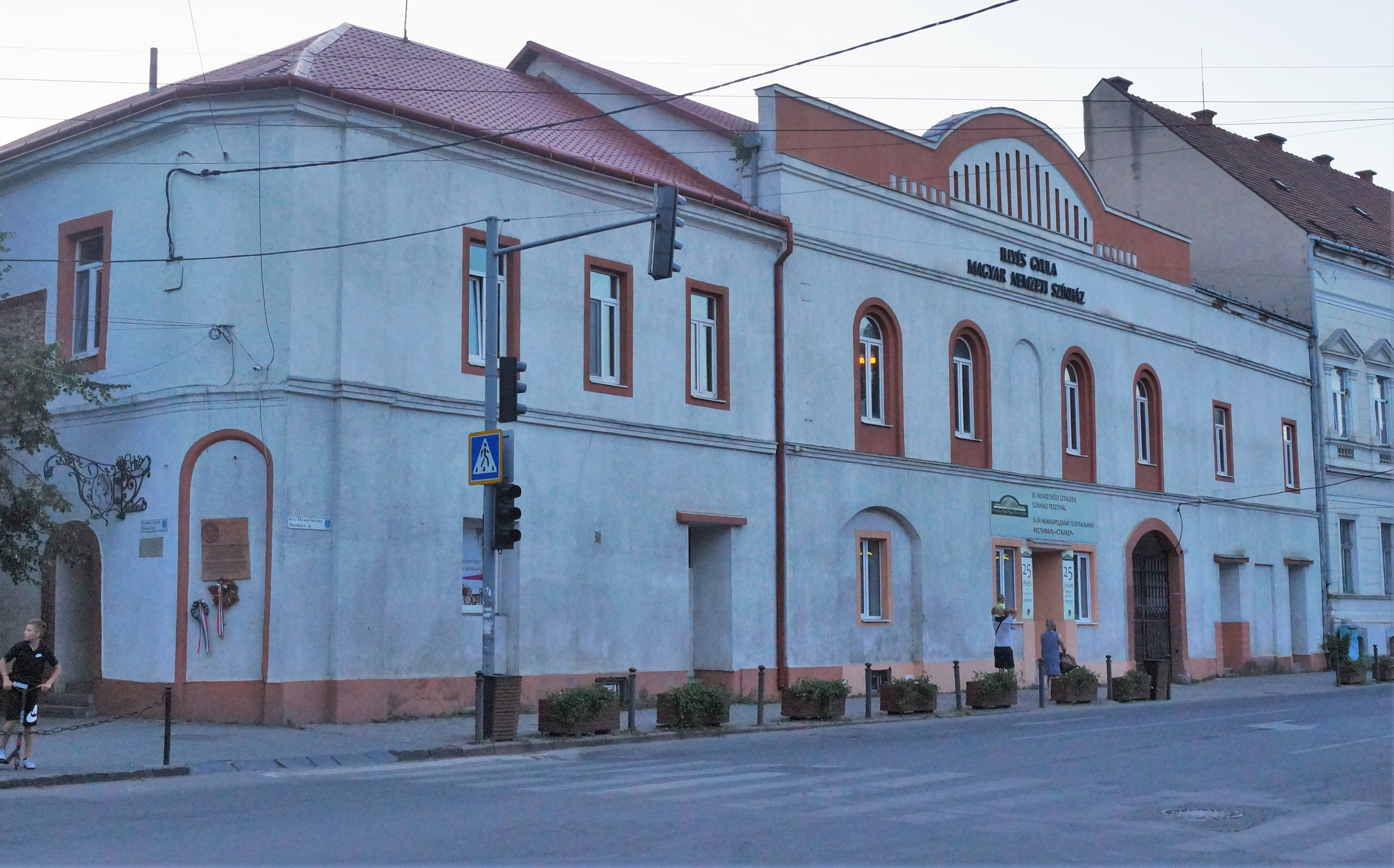
У середмісті
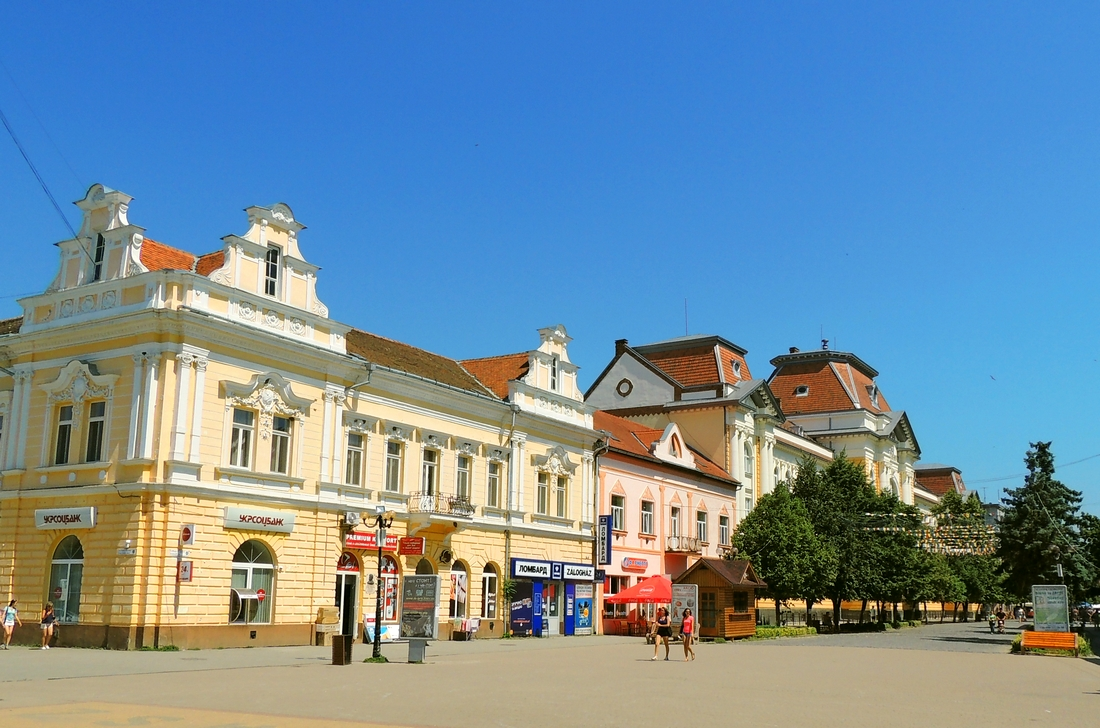
На головній вулиці
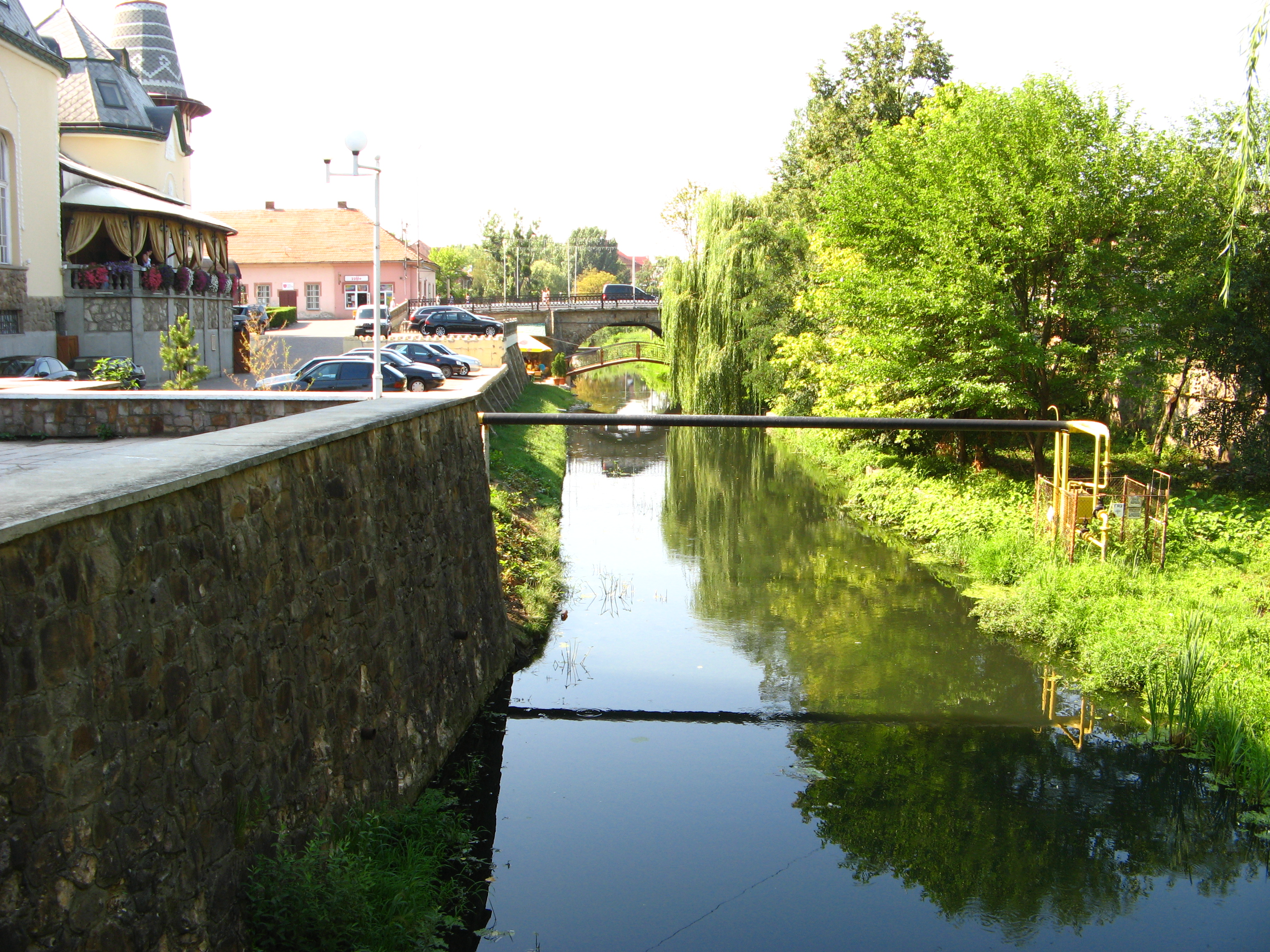
Канал Вирка
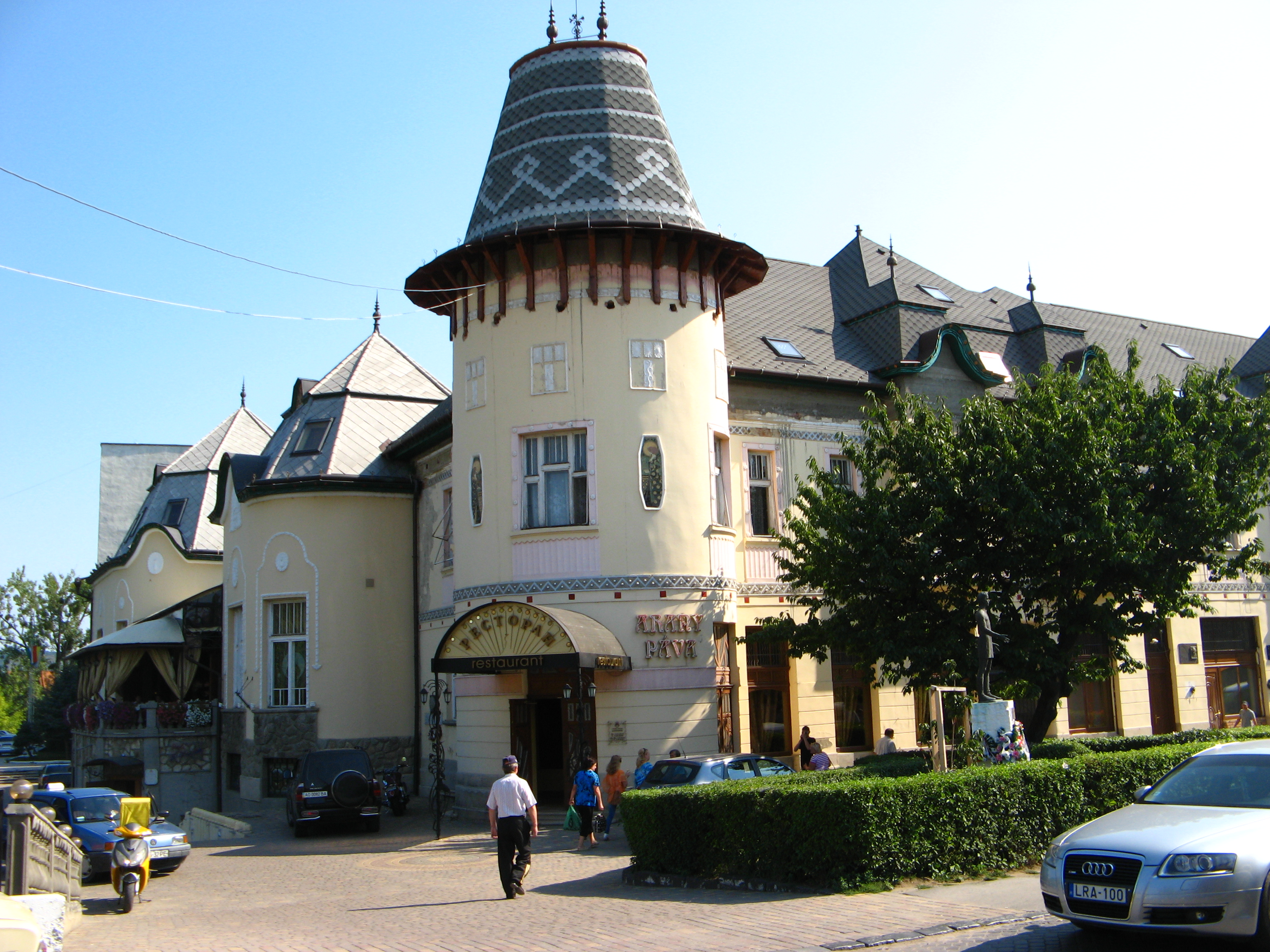
Колишнє казино
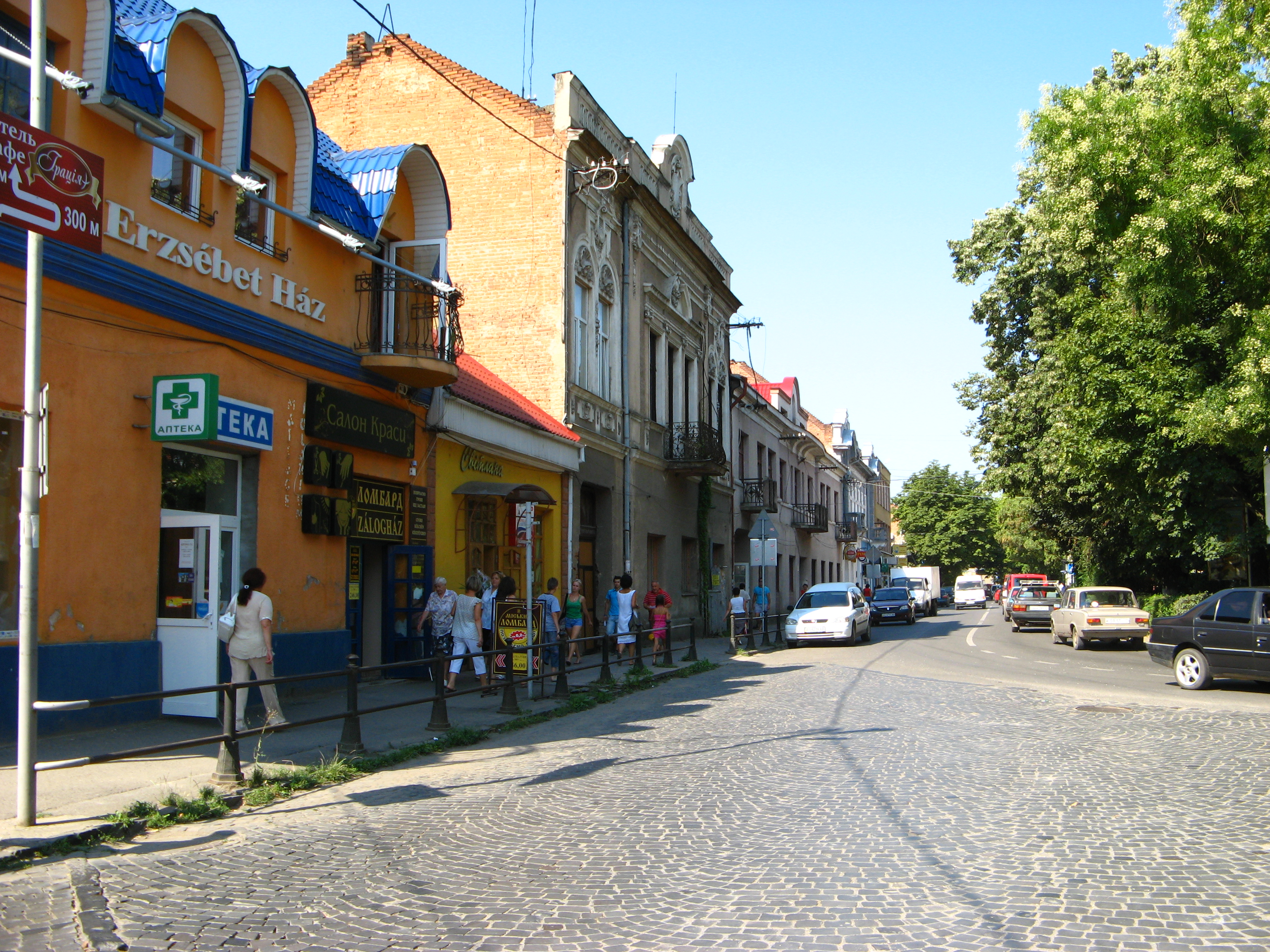
На центральній площі
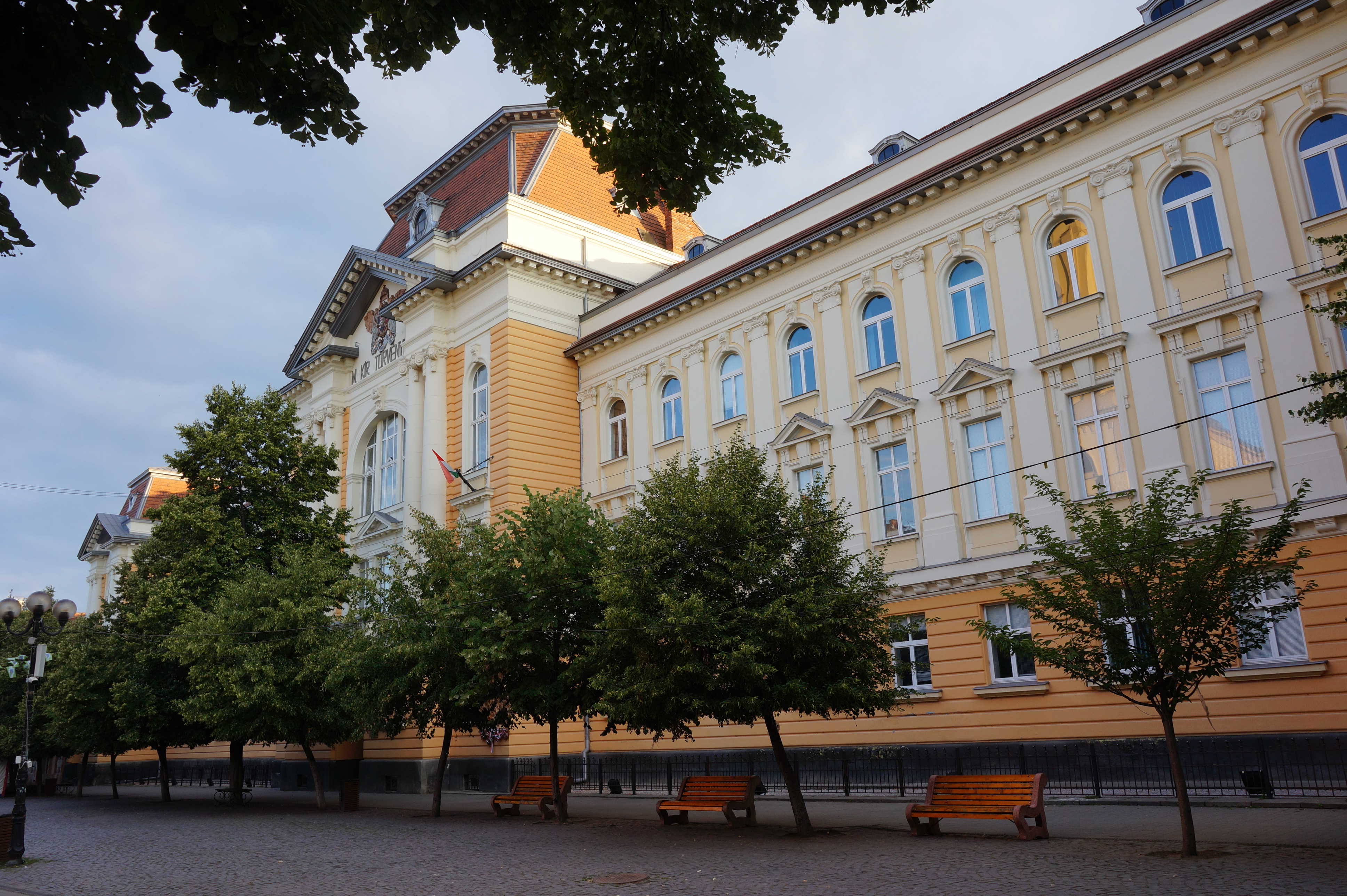
Колишній Палац Правосуддя
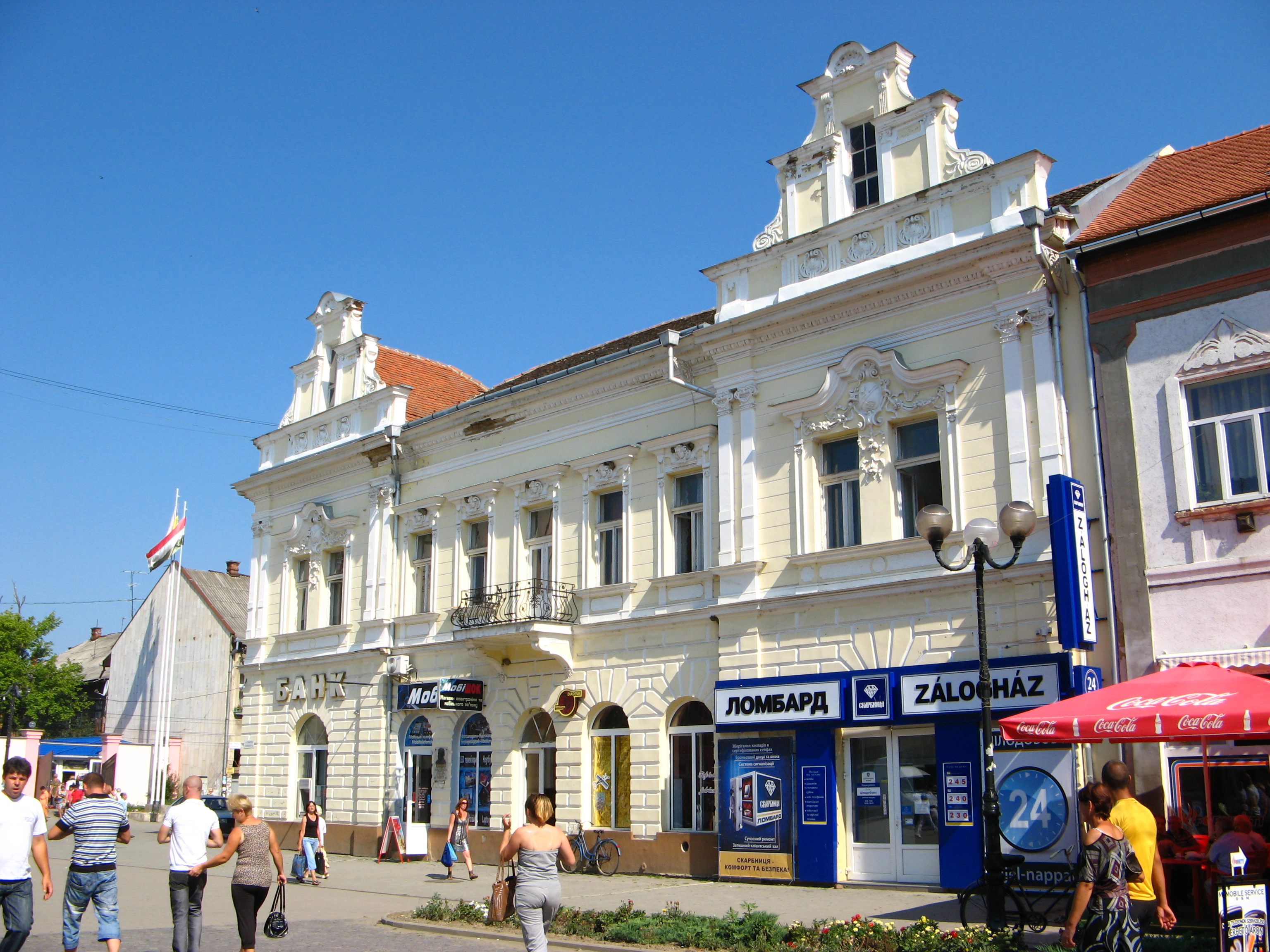
Кам'яниці на «Корзо» (пішохідна зона у центрі міста)
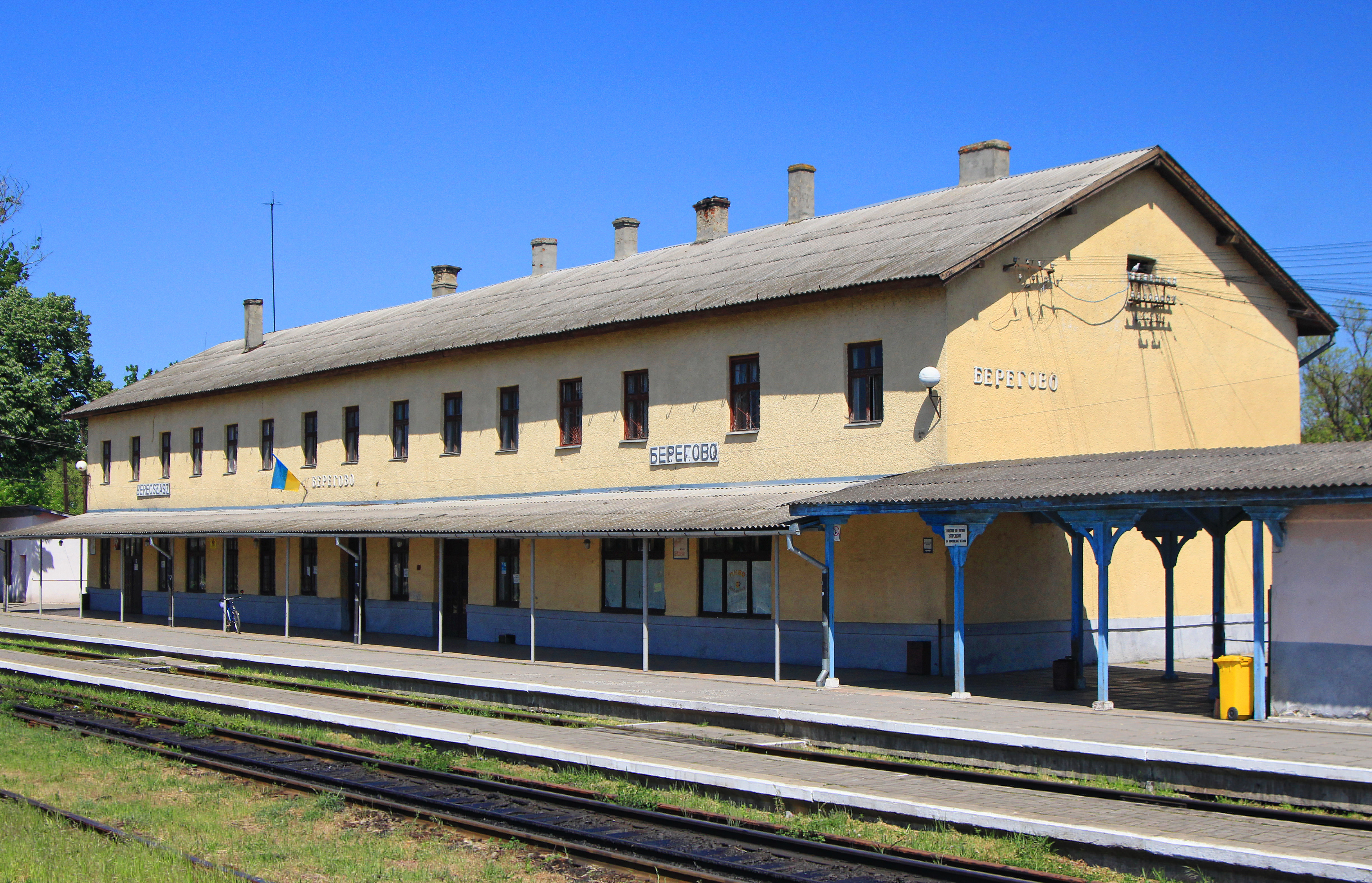
Залізнична станція
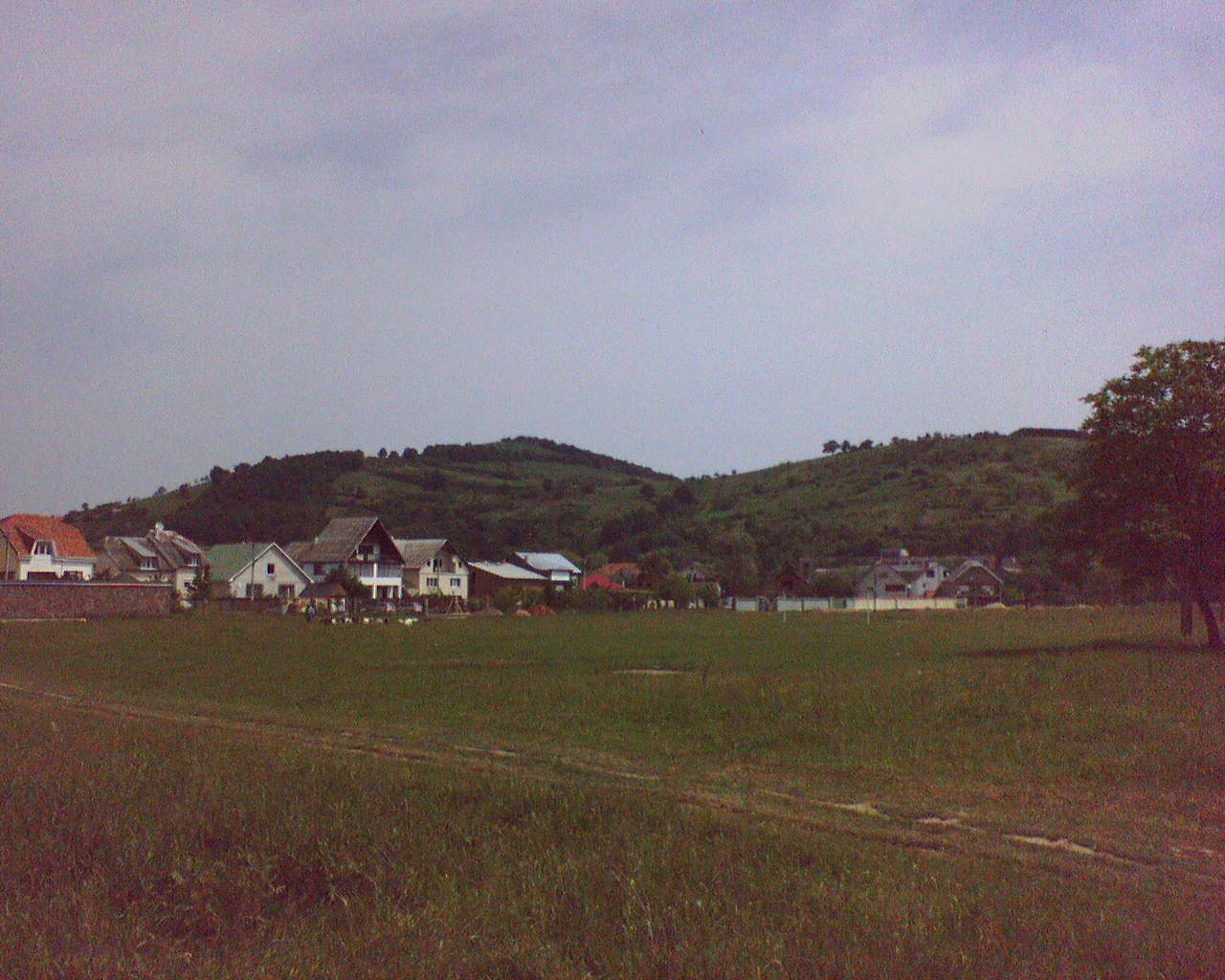
Околиця міста і Берегівське низькогір'я
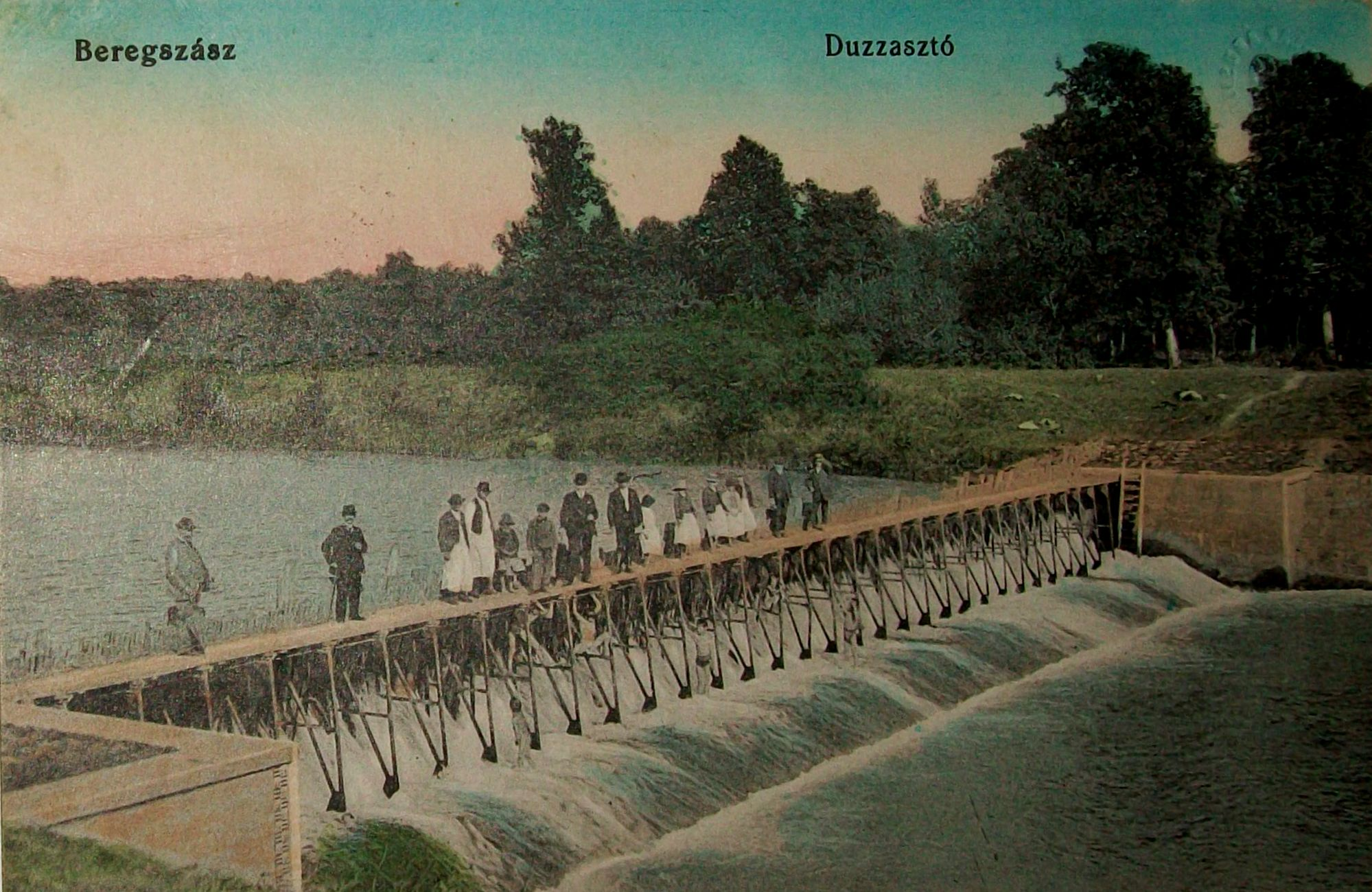
Гребля в Берегове (1900)
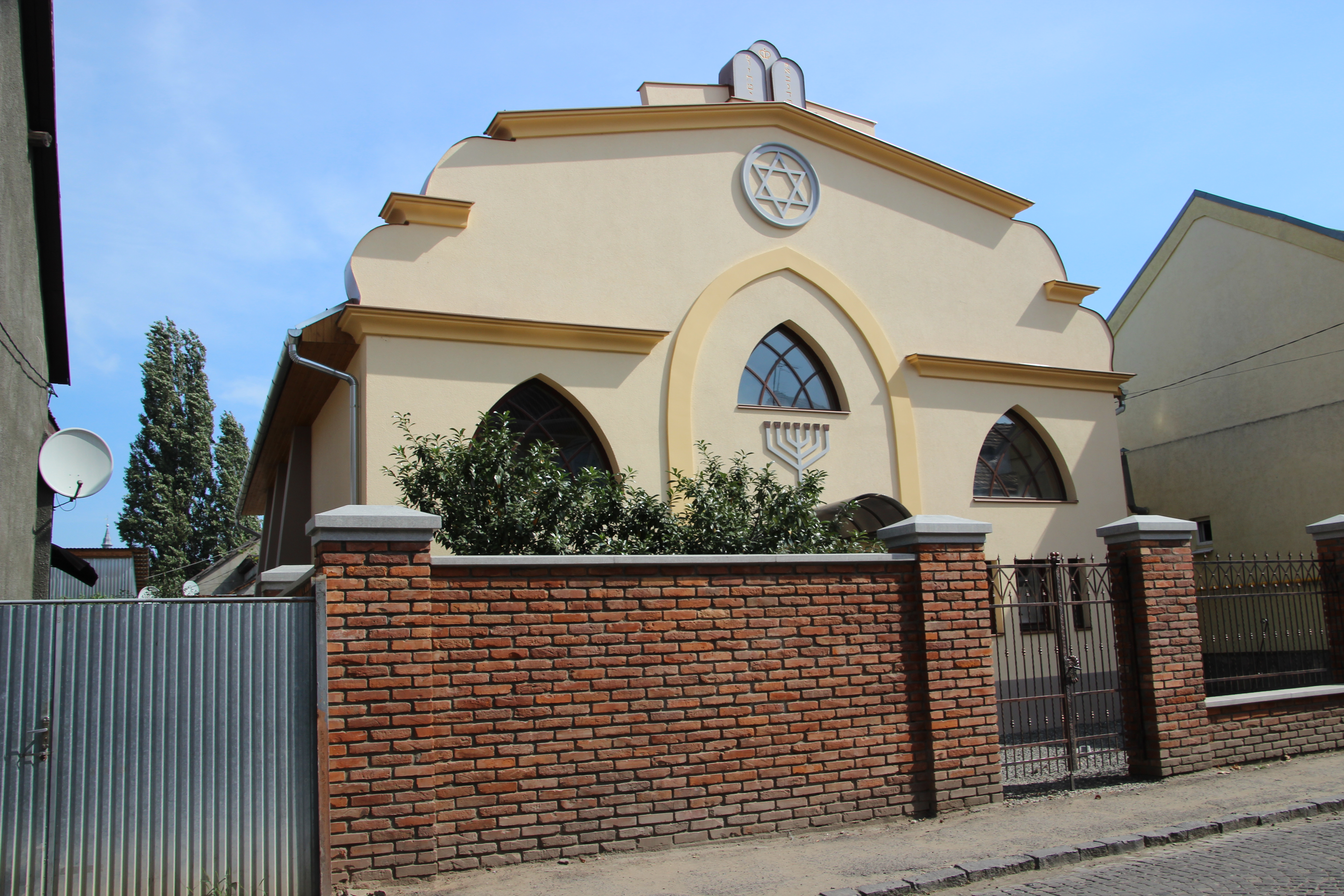
Діюча синагога